# Stuart (Virginia)
Stuart város az USA Virginia államában. Patrick megyében, melynek megyeszékhelye is. Lakosainak száma 1431 fő (2020. április 1.).

## Népesség
A település népességének változása:

| 2010 | 1 408 |
| 2020 | 1 431 |